# Бремерхафен
Бремерхафен (на немски: Bremerhaven) е град в провинция Бремен, Северна Германия. Основан е като пристанище на Бремен през 1827 г.

## География
Към 30 юни 2007 г. има 116 079 жители, което го прави втория по население град в провинцията и по германското крайбрежие на Северно море. Разположен е на естуара на река Везер. Площта му е 78 867 km². Намира се на 53° 32' 45" северна ширина и 8° 34' 48" източна дължина.

### Климат
| Климатични данни на Бремерхафен              | Климатични данни на Бремерхафен | Климатични данни на Бремерхафен | Климатични данни на Бремерхафен | Климатични данни на Бремерхафен | Климатични данни на Бремерхафен | Климатични данни на Бремерхафен | Климатични данни на Бремерхафен | Климатични данни на Бремерхафен | Климатични данни на Бремерхафен | Климатични данни на Бремерхафен | Климатични данни на Бремерхафен | Климатични данни на Бремерхафен | Климатични данни на Бремерхафен |
| Месеци                                       | яну.                            | фев.                            | март                            | апр.                            | май                             | юни                             | юли                             | авг.                            | сеп.                            | окт.                            | ное.                            | дек.                            | Годишно                         |
| Абсолютни максимални температури (°C)        | 13,1                            | 15,3                            | 22,5                            | 26,3                            | 30,3                            | 34,3                            | 34,8                            | 35,8                            | 30,8                            | 25,9                            | 18,3                            | 13,7                            |                                 |
| Средни максимални температури (°C)           | 4,1                             | 4,7                             | 8,0                             | 12,5                            | 16,7                            | 19,0                            | 21,6                            | 21,5                            | 18,1                            | 13,5                            | 8,3                             | 5,1                             |                                 |
| Средни температури (°C)                      | 2,0                             | 2,5                             | 5,1                             | 9,0                             | 13,0                            | 15,7                            | 18,2                            | 18,1                            | 15,0                            | 10,8                            | 6,1                             | 3,2                             |                                 |
| Средни минимални температури (°C)            | 0,0                             | 0,2                             | 2,3                             | 5,4                             | 9,3                             | 12,4                            | 14,7                            | 14,6                            | 11,8                            | 8,0                             | 4,0                             | 1,2                             |                                 |
| Абсолютни минимални температури (°C)         | −17,2                           | −13,7                           | −12,1                           | −2,6                            | 1,2                             | 5,3                             | 8,6                             | 8,2                             | 4,8                             | −1,6                            | −7,6                            | −15,6                           |                                 |
| Средни месечни валежи (mm)                   | 61,1                            | 43,4                            | 51,3                            | 36,7                            | 52,1                            | 80,2                            | 80,9                            | 74,9                            | 71,6                            | 67,2                            | 67,2                            | 68,7                            |                                 |
| -------------------------------------------- | ------------------------------- | ------------------------------- | ------------------------------- | ------------------------------- | ------------------------------- | ------------------------------- | ------------------------------- | ------------------------------- | ------------------------------- | ------------------------------- | ------------------------------- | ------------------------------- | ------------------------------- |
| Източник: Weather and climate in Bremerhaven |                                 |                                 |                                 |                                 |                                 |                                 |                                 |                                 |                                 |                                 |                                 |                                 |                                 |

## История
Части на днешен Бремерхафен са споменати в писмени документи за първи път през 1139 г. През XVII и XVIII век е част от Швеция, Бремен и Кралство Хановер. През 1827 г. е изградено пристанището на Бремен. След 1832 г. хиляди немци напускат страната в посока отвъд океана през Бремерхафен. По-късно Кралство Хановер построява конкурентно пристанище на своя територия близо до Бремерхафен. По време на Втората световна война Бремерхафен, като пристанищен град, е разрушен напълно. От 1947 г. получава името си Бремерхафен след обединение на малките части в рамките на новата провинция Бремен.

## Промишленост
Основните промишлености в Бремерхафен са корабостроителната, пристанищна и хранително-вкусова. Туризмът също е от голямо значение за икономиката на града. Бремерхафен е културен център за над 300 000 жители на Северна Германия.

## Наука и образование
В града има университет по приложните науки (Fachhochschule).

## Спорт
В Бремерхафен домакинските си мачове играят баскетболният отбор Айсберен Бремерхафен (Eisbären Bremerhaven – белите мечки) и хокейният отбор Фиштаун пингуинс (Fischtown Pinguins – пингвините от рибния град)

## Побратимени градове
Бремерхафен е побратимен със следните шест града:
- Адана, Турция
- Гримзби, Великобритания
- Калининград, Русия
- Пори, Финландия
- Фредериксхафен, Дания
- Шербур ан Котантен, Франция
- Шчечин, Полша

## Забележителности
- Музей на емигрантите (на немски: Auswanderermuseum)
- Музей на корабоплаването (Schifffahrtsmuseum)
- Къща на климата (Klimahaus)